# 新竹縣立體育場
24°49′17″N 121°01′19″E / 24.8212888°N 121.02191448°E
新竹縣立體育場，位於台灣新竹縣竹北市的體育運動園區，由新竹縣政府新竹縣體育場管理，場內可容納15,000席，田徑場跑道400公尺，於2005年啟用。場區內包含主體育場、第二運動場、體育館及游泳館。

## 歷史沿革
- 2003年11月13日動土
- 2005年8月14日落成灑淨典禮
- 2005年9月15日正式揭幕

## 場館介紹

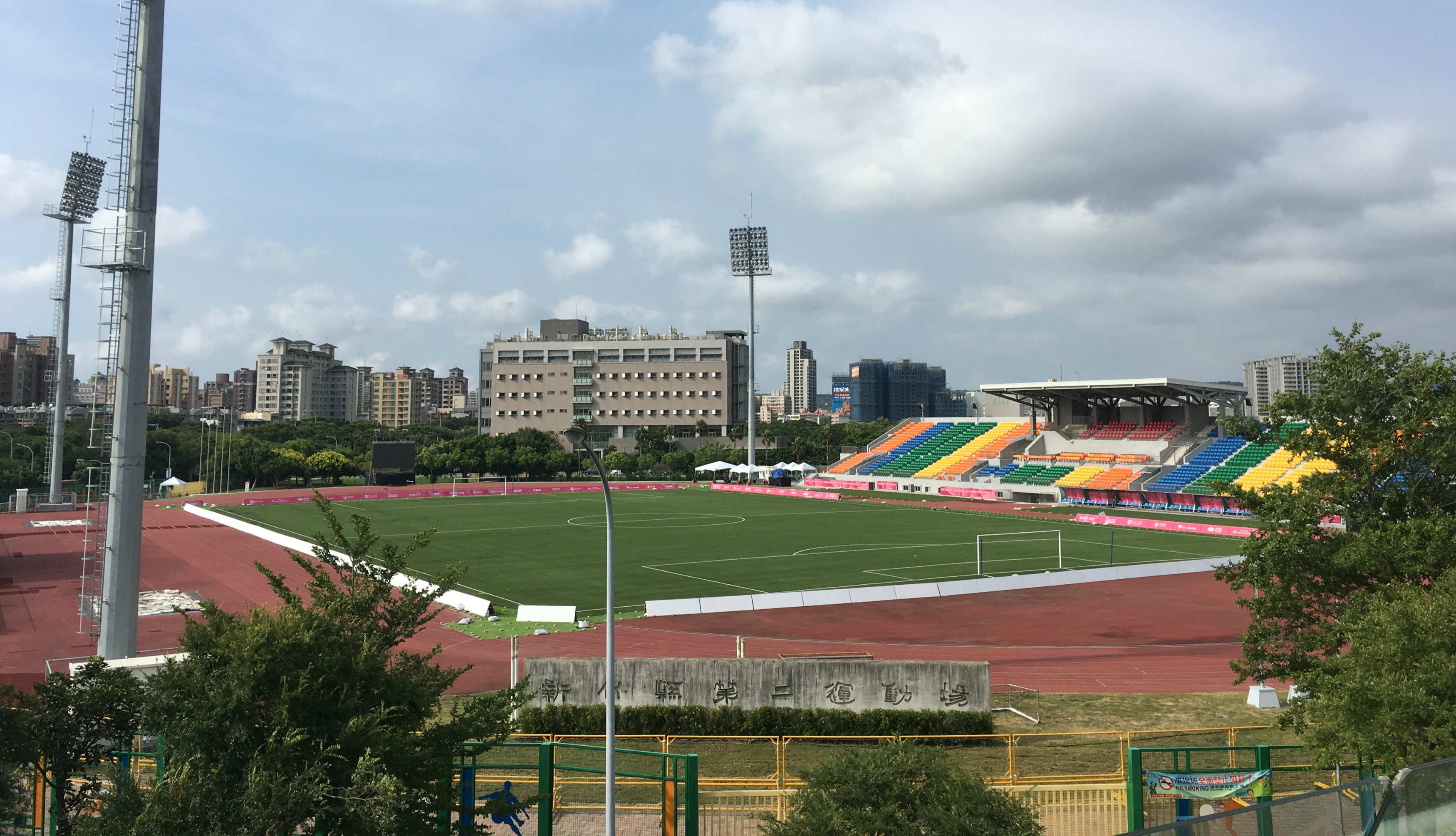
第二十九屆夏季世界大學運動會（2017臺北世大運）足球場

### 第二體育場
本場地包含一座400公尺國際標準田徑場和一座國際標準足球場，田徑場獲得IAAF二級認證，於2010年5月20日啟用。為了配合2017年夏季世大運的競賽需求，於2016年10月5日開始動工興建一座4層樓2500席的看台和將天然草皮整建為人工草皮，於2017年1月24日通過國際足球總會最高等級2顆星認證。

## 環境

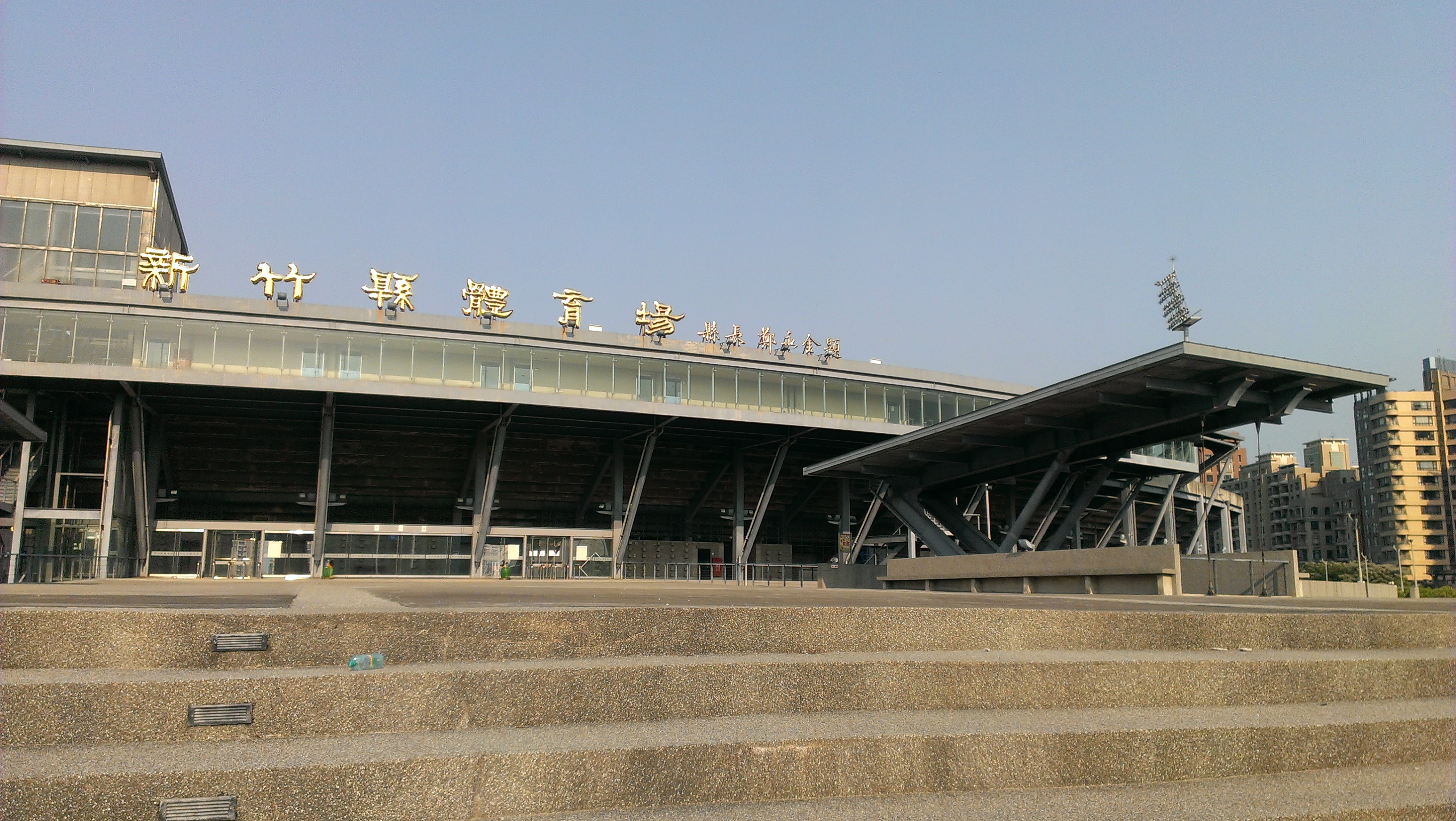
體育主場正門
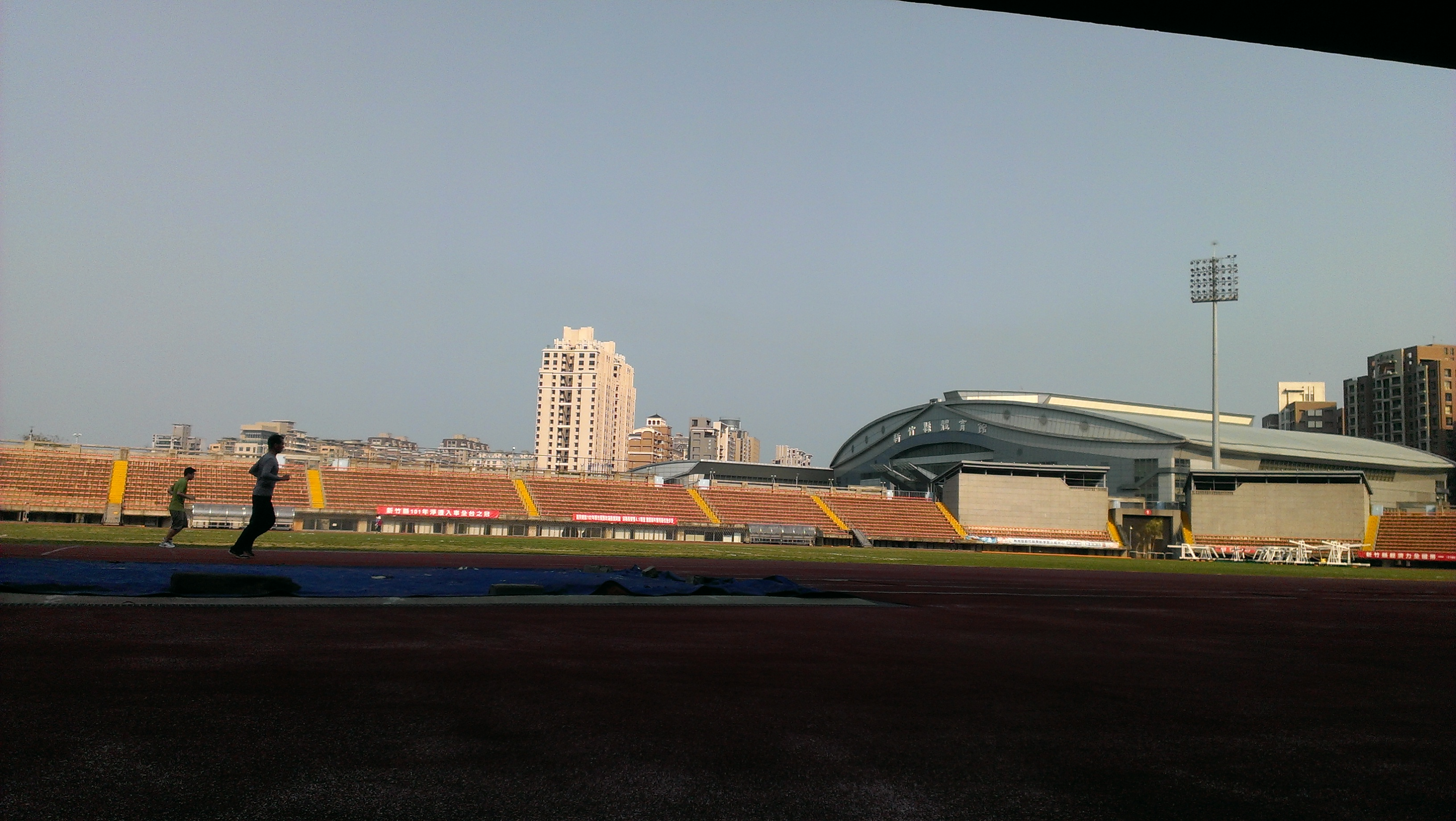
體育主場之操場
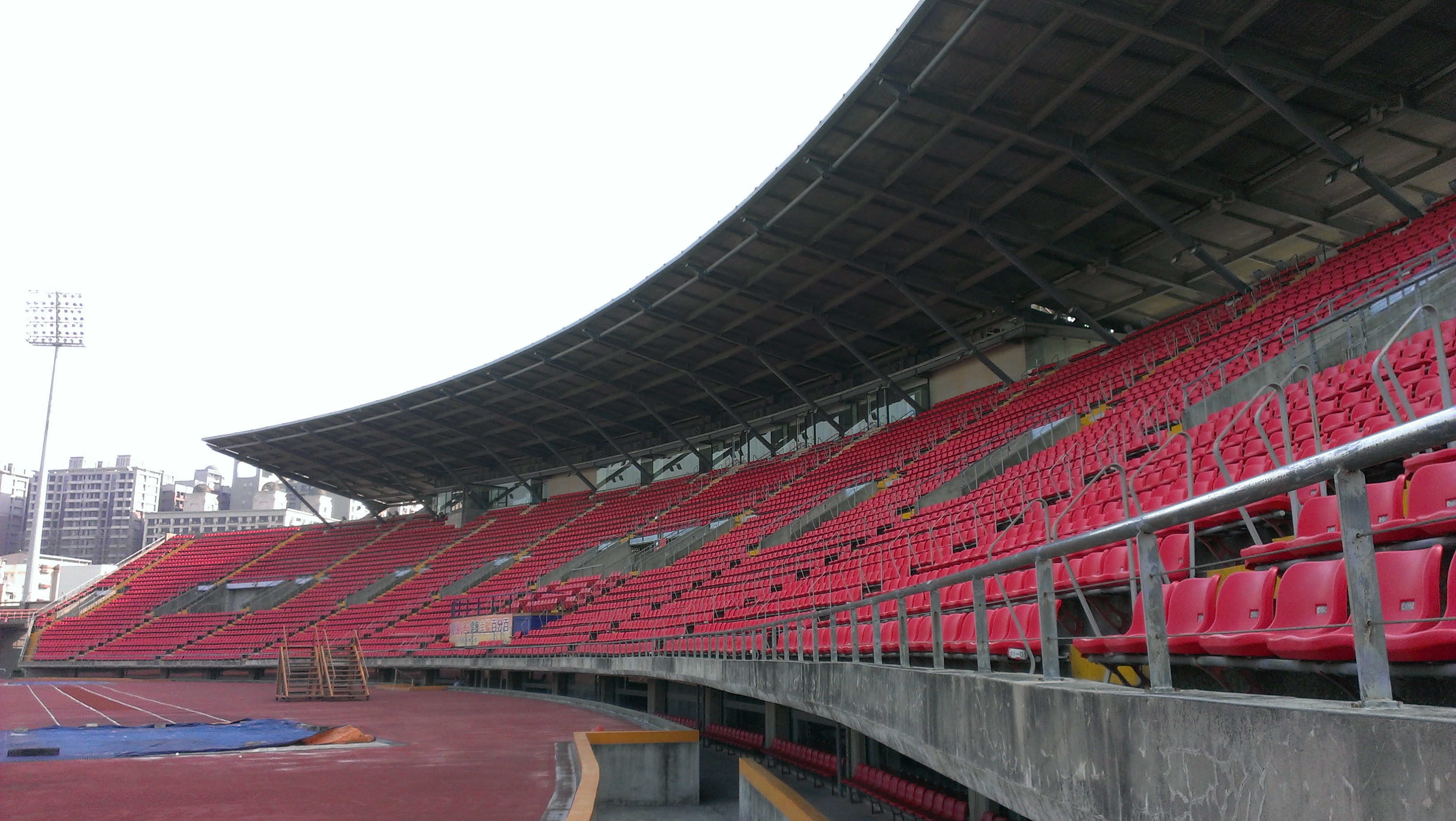
體育主場之觀眾席
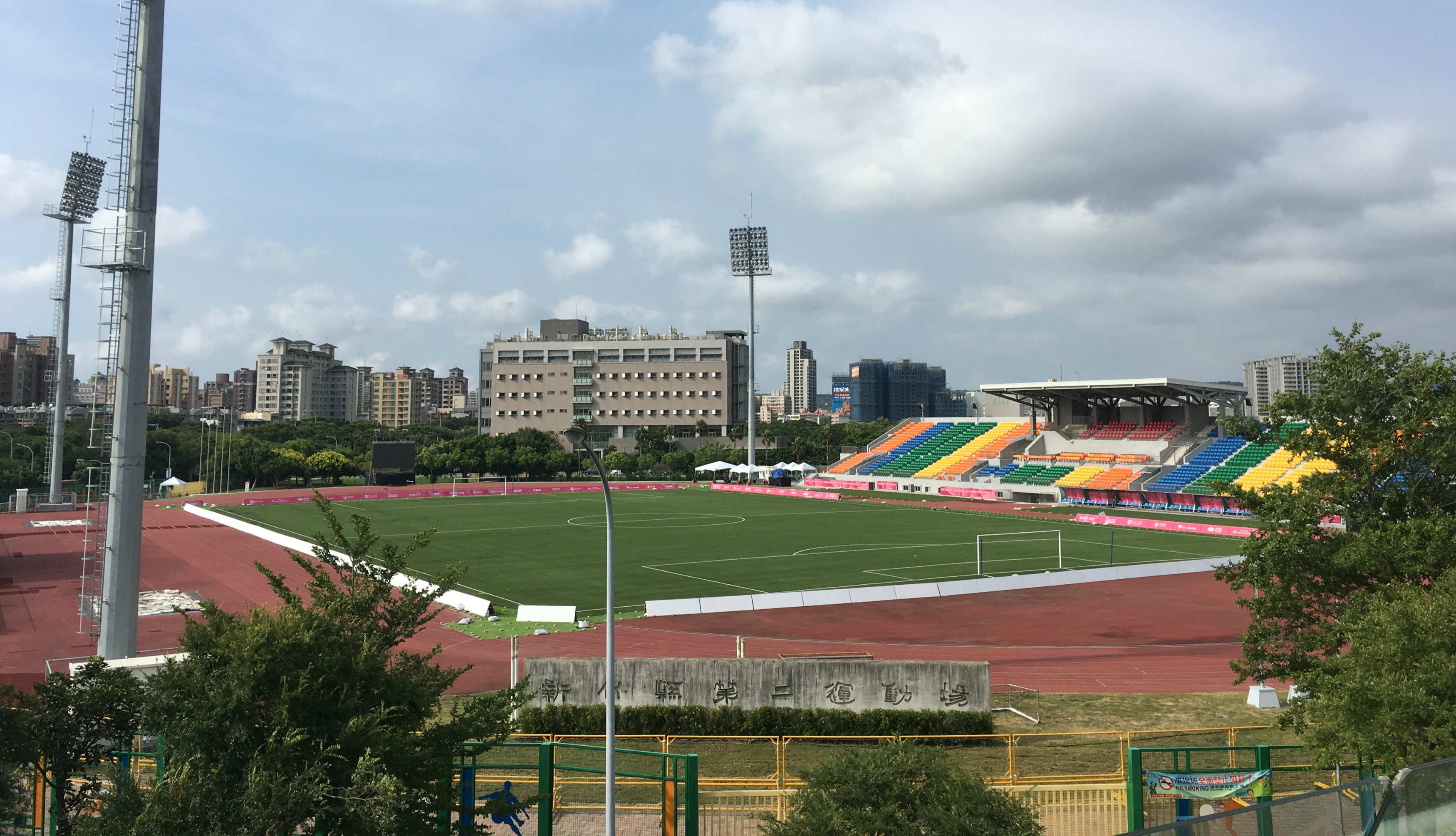
新竹縣立第二體育場
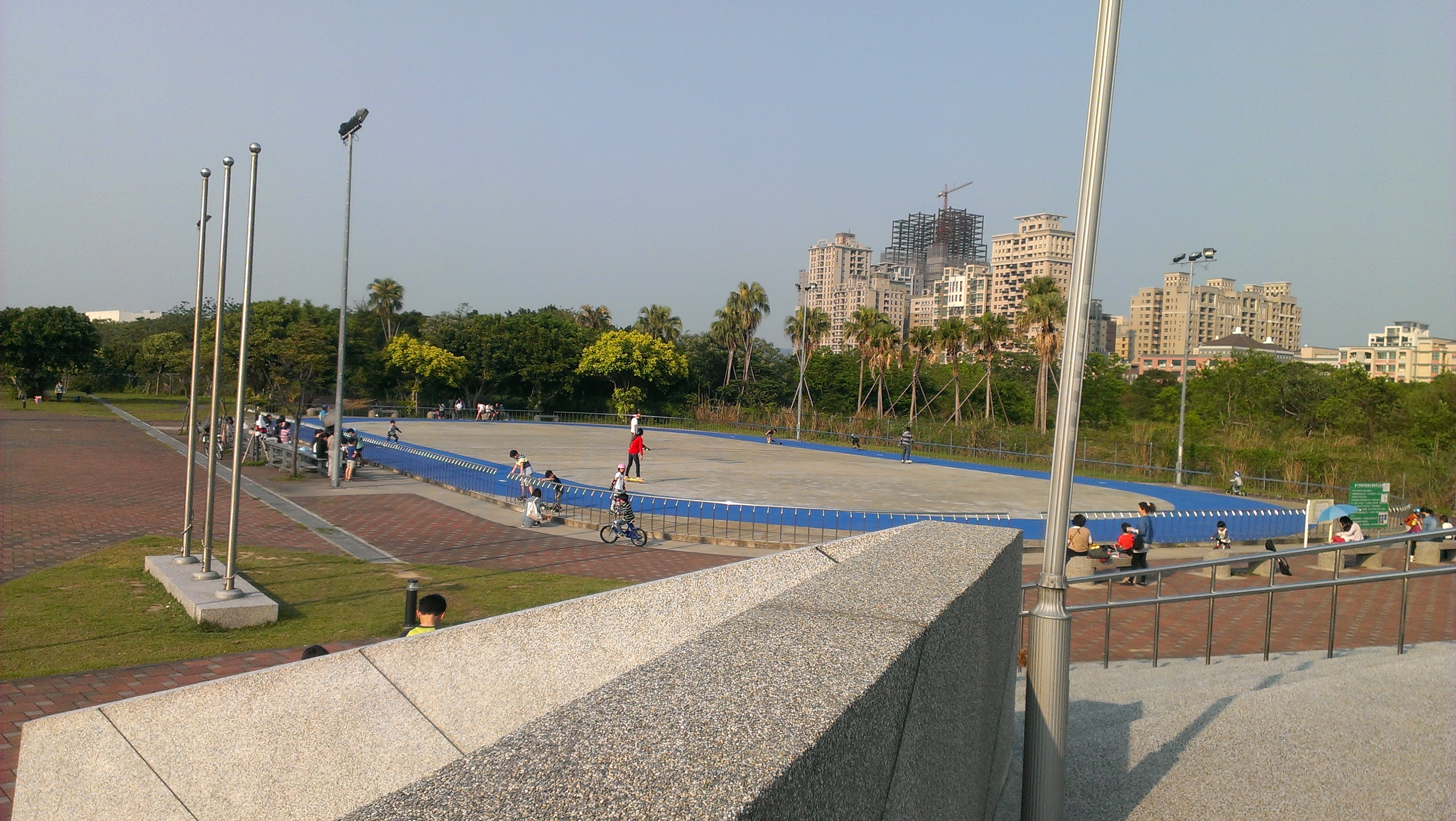
新竹縣立第二體育場溜冰場

## 外部連結
- 新竹縣政府 （页面存档备份，存于）
- 新竹縣體育場 （页面存档备份，存于）